# Bogen (Streichinstrument)

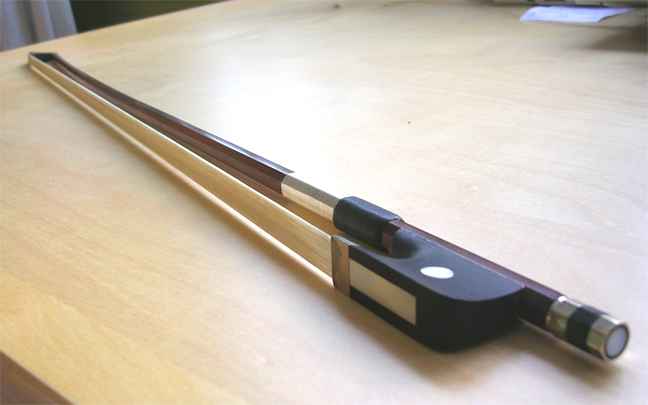
Cellobogen

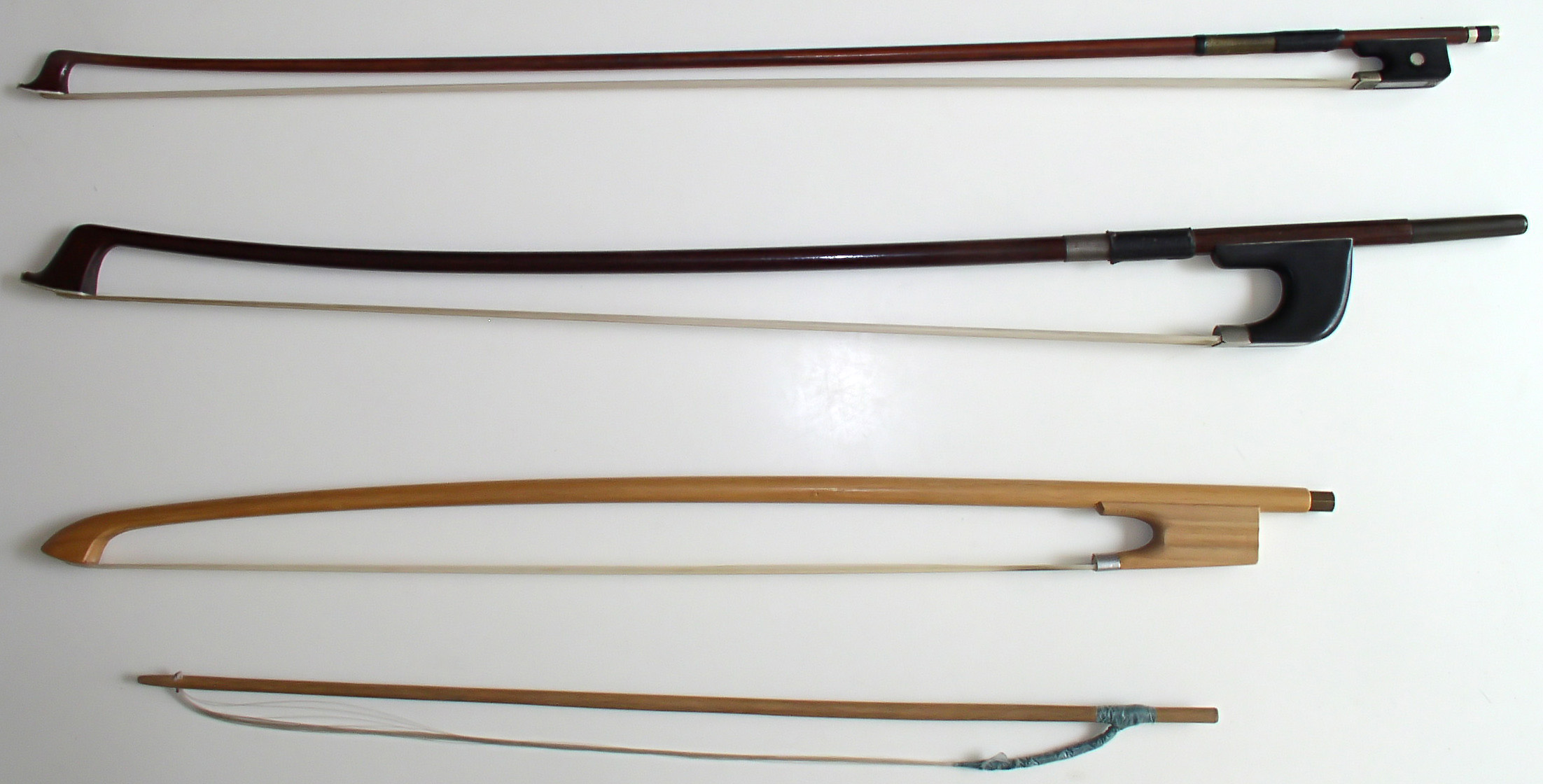
Verschiedene Bögen von Bratsche, Kontrabass (deutsche Bogenform), Gadulka und Kemenche

Der Bogen ist bei Streichinstrumenten die mit Pferdehaaren bespannte Hartholzstange, mit der die Saiten und in der Folge auch der Korpus des Instruments in Schwingung versetzt und damit zum Klingen gebracht werden.

## Aufbau

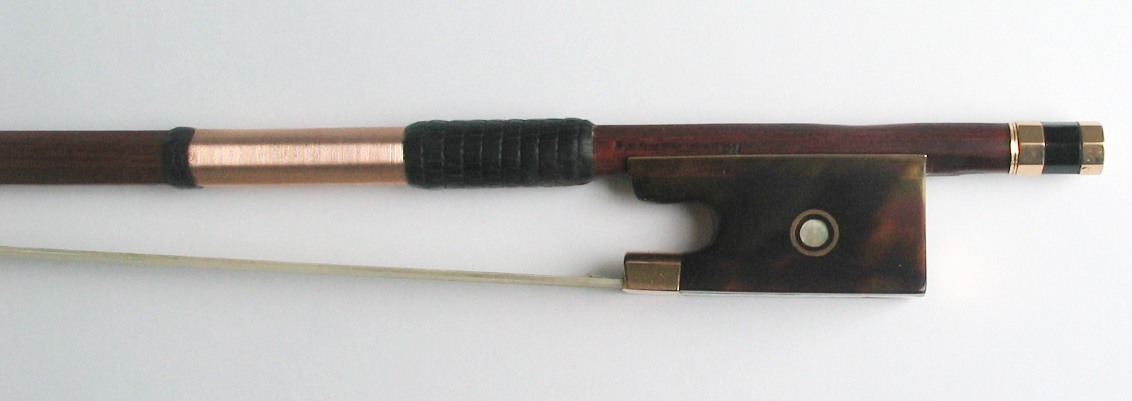
Goldmontierter Violinbogen („Goldbogen“) aus der Ouchard-Werkstatt in Mirecourt

Cellobogen mit:
1 Beinchen (Drehgriff)
2 Daumenleder
3 Bewicklung aus Draht
4 Bogenstange
5 Bespannung mit Rosshaaren
6 Zwinge („Ring“)
7 Frosch
8 Auge (Verzierung aus Perlmutt)

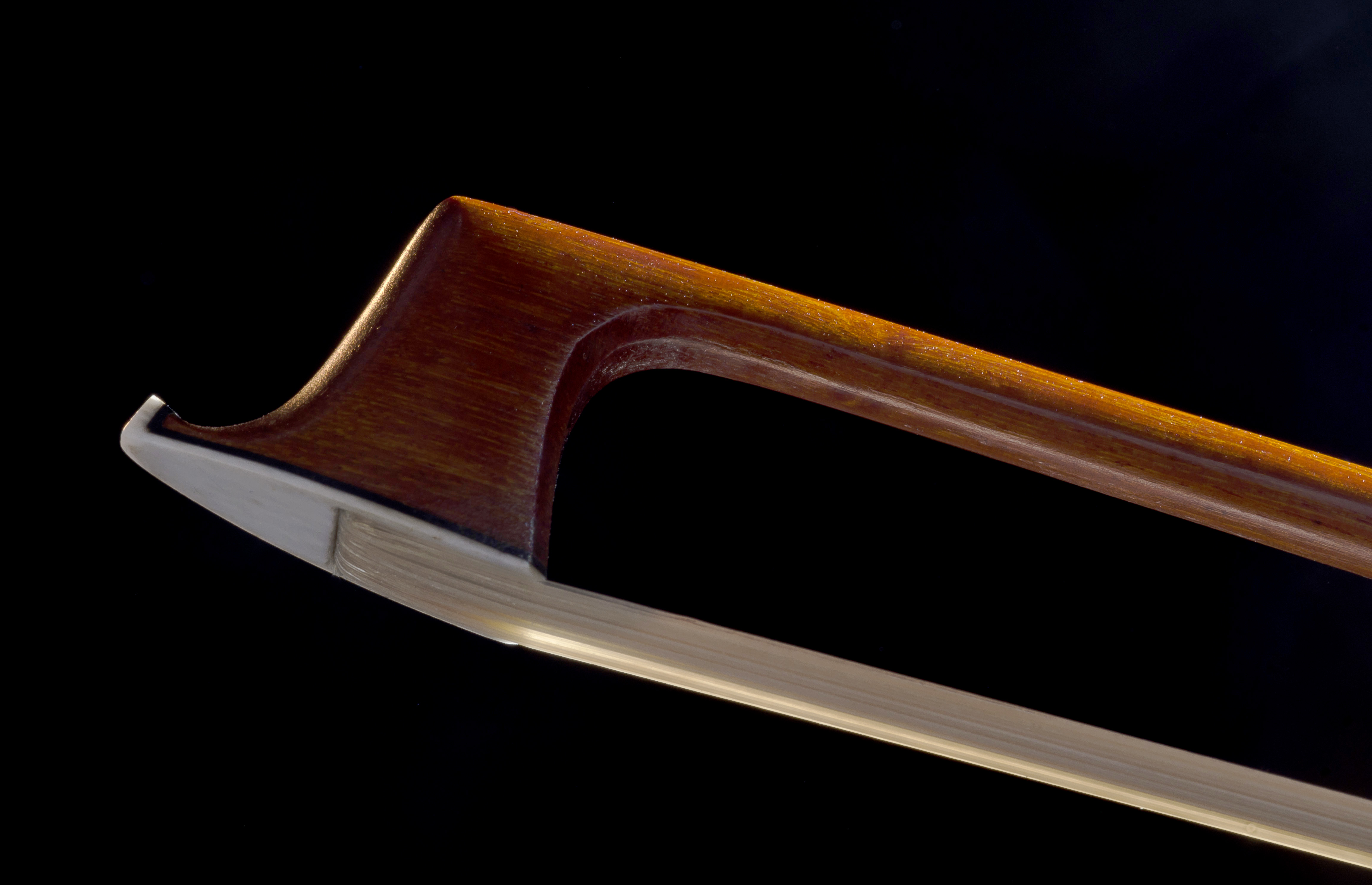
Spitze eines Violinbogens

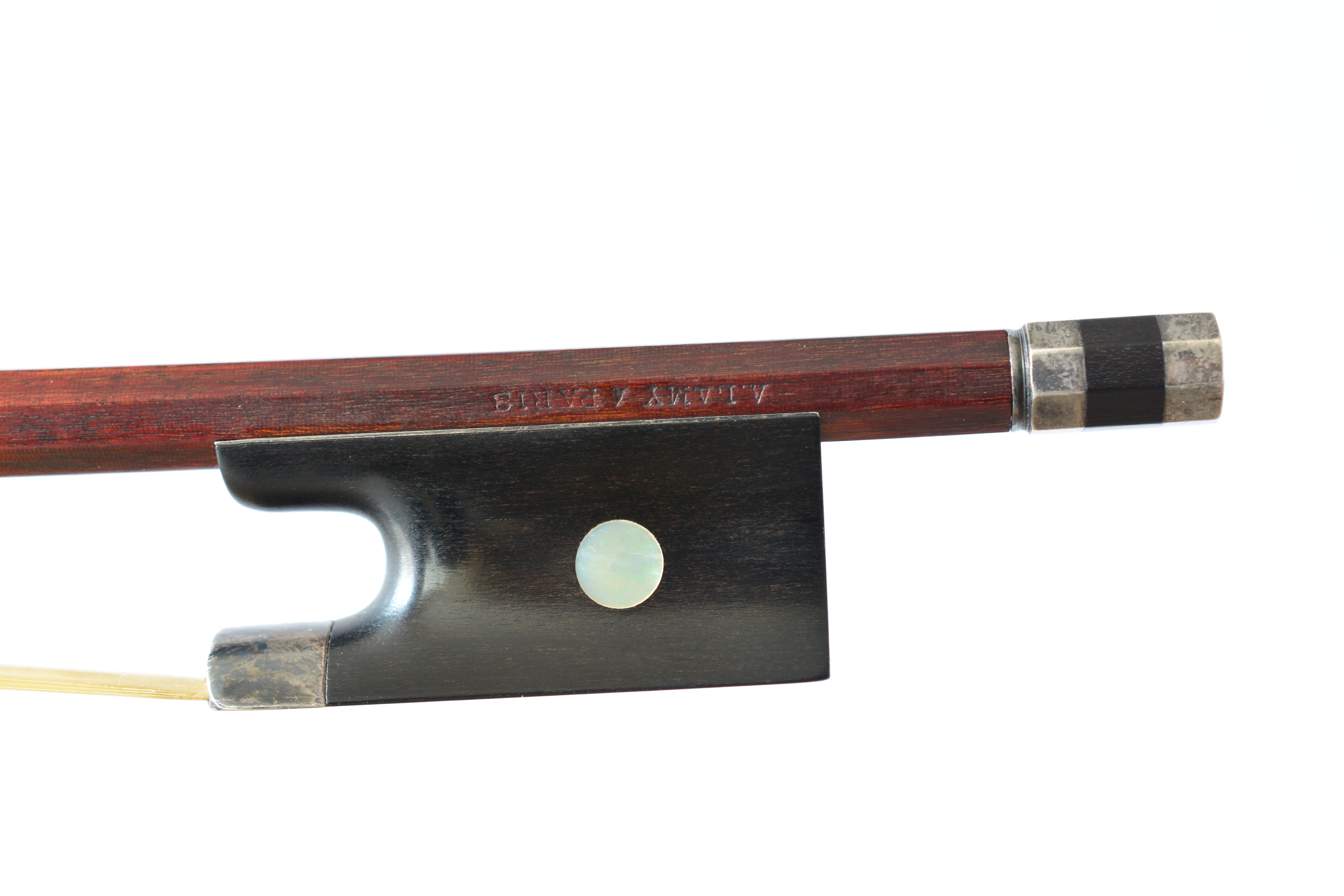
Frosch eines Violinbogens. Darüber das hintere Ende der Bogenstange mit der Signatur des Bogenmachers. Die Froschbahn zwischen Frosch und Stange ist als silberne Linie erkennbar. Rechts oben das Beinchen. Links unten der Ring aus Metall, aus dem die Bogenhaare austreten.

Die wesentlichen Bestandteile eines modernen Streichbogens sind die aus Holz oder Carbon gefertigte Bogenstange, die Bespannung aus Rosshaar, der sogenannte Frosch und eine in die Stange integrierte Spanneinrichtung.
Im Bereich des Frosches befinden sich diverse Beschlagteile aus Metall. Abhängig von dem Material dieser Beschlagteile spricht man von einem Neusilber-, Silber- oder Goldbogen. Da sich alle Metallteile auf einer Seite des Bogens befinden, lässt sich durch deren sparsamere oder massivere Verwendung die Balance des Bogens beziehungsweise dessen Schwerpunkt auch noch nachträglich an die Wünsche des Spielers anpassen.

### Bespannung
Die Rosshaar-Bespannung der Bogenstange wird auch Bezug genannt. Sie ist in den Frosch und in die Bogenspitze eingespannt. Meist stammt sie von einem Schimmel. Pferdehaare weisen eine schuppige Struktur auf, welche die Kraftübertragung vom Bogen auf die Saiten vereinfacht. Die Haare werden in der Regel von Hand vorsortiert und fehlerhafte Haare ausgesondert, bevor der Bezug vorgenommen wird.
Es gibt synthetische Alternativen zum Rosshaar-Bezug. Diesen Haaren fehlt die natürliche Haarstruktur, weshalb mehr Kolophonium benötigt wird. Durch die maschinelle Fertigung lassen sich fehlerhafte Haare vermeiden.

### Stange
Die Stange kann rund oder achteckig ausgeführt sein und wird nach den letzten holzbearbeitenden Arbeitsschritten entweder lackiert oder geölt. Geeignete Hölzer sind Brasilholz (auch „Pernambuk-“ oder „Fernambukholz“ genannt), Brosimum guianense oder verwandte Arten. Letzteres kam vor allem bei Barockbögen zum Einsatz. Als modernes Material wird heute auch kohlenstofffaserverstärkter Kunststoff genutzt.
Die Bogenspitze ist untrennbarer Bestandteil der Stange, direkt angearbeitet und nicht angesetzt. Sie ist hohl und nimmt das vordere, zusammengeknotete Ende der Bespannung auf. Aus ästhetischen Gründen ist die untere Fläche der Spitze oft mit einer dünnen Schicht Ebenholz und Elfenbein – dem Plättchen – verziert.
Am anderen Ende der Stange, über dem Frosch, ist bei Meisterbögen häufig eine Herstellersignatur zu finden, die ein- oder beidseitig auf die Stange gestempelt wird. Unmittelbar vor dem Frosch wird oft eine Lederumwicklung auf der Stange angebracht, das Daumenleder. Daran anschließend findet sich meist eine feine Drahtumwicklung. Sie trägt dazu bei, den Bogenschwerpunkt auszubalancieren, ist aber auch ein schmückendes Element.

### Frosch
Der Frosch hält die Behaarung und dient dem Musiker als Griffhilfe. Er ist am hinteren Ende der Bogenstange montiert und mit der dort integrierten Spanneinrichtung verbunden. Traditionell besteht er aus Ebenholz. Wesentlich seltener sind andere wertvolle Materialien im Gebrauch, wie Elfenbein oder Horn. Der Name des Froschs rührt von seinem Aussehen her, das an einen sitzenden Frosch erinnert. Eine andere Interpretation der Namensgebung verweist auf das häufige Wegspringen des Froschs bei alten Bögen, die keine neuzeitliche Spannvorrichtung haben.
Im unteren Bereich des Froschs ist die hintere Befestigung des Bezugs eingelassen. Das Rosshaar wird an dieser Stelle durch einen sogenannten Ring aus Neusilber, Silber oder Gold gehalten und gespreizt. Der Ring ist an der oberen Seite bogenförmig und unten flach. Er ist aus entsprechend geformten Teilen – Ringbügel und Ringplatte – zusammengelötet und sitzt passgenau auf der sogenannten Zunge des Froschs. Auf der Unterseite wird der hohle Frosch durch eine herausziehbare Platte abgedeckt, den Schub, auch Schieber genannt. Der Schub ist oft aus Perlmutt, er kann jedoch auch aus Neusilber, Silber oder Gold bestehen.
Häufig ist in der Mitte des Froschs beidseitig eine runde Verzierung aus Perlmutt eingelassen, das Auge (genannt auch Froschauge und Perlmuttauge). Ein einfaches Auge besteht aus einer Scheibe aus Perlmutt, die meist einen Durchmesser von etwa 6 bis 7 Millimeter hat (siehe Bild rechts). Bei einem Pariser Auge ist die Perlmuttscheibe zusätzlich von einem schmalen Ring aus Metall umgeben (siehe Bild „Goldmontierter Violinbogen“ weiter oben).

### Spanneinrichtung
Oben auf den Frosch ist die Froschbahn aufgeschraubt, ein eingelassenes Metallblech aus dem gleichen Material wie der Ring. In dieser Bahn gleitet beim Spannen des Bogens der hintere Teil der Bogenstange, der an diesem Ende bis etwa zur Froschmitte hohl ist, um die Schraube der Spanneinrichtung aufnehmen zu können. Die Gewindestange der Schraube wird von einer Ringmutter geführt, der Froschmutter, die in der Mitte der Froschbahn im Frosch eingeschraubt ist. Auf die Schraube der Spanneinrichtung ist hinten ein Drehgriff aufgesetzt, das sogenannte Beinchen. Das Beinchen wird meist aus dem gleichen Material gefertigt wie der Frosch und bei guten Bögen häufig noch mit eingelassenen Metallringen sowie einem Perlmuttauge auf der Endfläche verziert.
Beinchen, Schraube und Froschmutter bilden zusammen die Spanneinrichtung. Beim Drehen des Beinchens wird der Frosch weiter nach hinten oder nach vorn (Richtung Bogenspitze) geschoben. Je nachdem werden die Haare des Bogenbezugs entweder gespannt oder entspannt.

## Maße
Violinbogen
- ganze Länge mit Schraube: 75 cm
- Länge der Stange: 73,5 cm
- Spiellänge: 65 cm

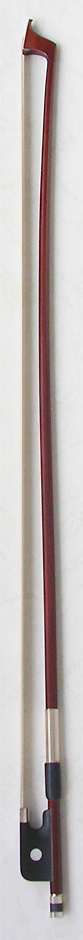
Cellobogen

- Stangendurchmesser (Stärke), abnehmend von 8,5 mm (Frosch) auf ca. 5 mm (Spitze, Kopf)
- Breite des Bezuges: 8–9 mm
- Gewicht: 55–64 g, üblicherweise etwa 57–62 g

Violabogen
- gleiche Länge wie Violinbogen
- Stärke: 9 mm bis 5,5 mm
- Gewicht: 58–75 g, üblicherweise etwa 70 g

Violoncellobogen
- ganze Länge: 70 cm
- Spiellänge 61 cm
- Stärke: 10,5 mm bis 7 mm
- Breite des Bezuges: 11–12 mm
- Gewicht: 70–85 g, üblicherweise etwa 80 g

Kontrabassbogen
- Deutsche oder Dresdener Form:
  - Stärke der Stange: 12 bis 8 mm
  - Gesamtlänge: 68,5 cm
  - Stangenlänge: 61 cm
  - Spiellänge: 53 cm
  - Breite des Bezuges: 1,8 cm
  - Höhe des Frosches: 5,5 cm
  - Höhe des Kopfes: 3,5 cm

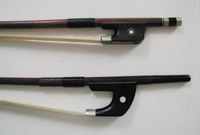
Französische Form (oben) und deutsche Form (unten) des Frosches beim Kontrabassbogen

  - Gewicht: 118–130 g, üblicherweise etwa 125 g

- Französische Form:
  - Stärke der Stange: 12 bis 8 mm
  - Gesamtlänge: 70 cm
  - Stangenlänge: 61,5 cm
  - Spiellänge: 53 cm
  - Breite des Bezuges: 1,7 cm
  - Höhe des Kopfes: 4 cm
  - Höhe des Frosches: 4 cm

## Entwicklung europäischer Streichbögen
Die Spannung des Bezuges bei den ersten Streichbögen wurde bei der Gambe mit dem Mittelfinger und bei der Violine mit dem Daumen erzeugt. Diese Bögen waren rund (aufwärts gewölbt).
Zunächst verfügten alle Bögen über einen Steckfrosch. Die Spannung des Bogens konnte damit nur grob eingestellt werden, und zwar durch den Wechsel unterschiedlich hoher Frösche und die Anpassung der Haarlänge. In der Mitte des 17. Jahrhunderts waren die Bögen auch mit einer Zahnstange versehen, um die Spannungen zu regulieren. Seit der Mitte des 18. Jahrhunderts wurde die Stange am Ende gebohrt und der Frosch mit einer Schraube, dem Beinchen, gespannt. Dadurch wurde eine feinere Abstimmung der Bogenspannung möglich, die dem Musiker das Finden eines optimalen Kompromisses zwischen Sprungfähigkeit und ruhiger Lage des Bogens ermöglicht.
Frühe Barockbögen für die Violine hatten ein Gewicht von etwa 40 bis 50 Gramm bei einer Länge um 50–65 cm. Sie wurden aus verschiedensten Hölzern gefertigt, wie beispielsweise Eibenholz, besonders hochwertige auch aus dem harten Schlangenholz und aus Eisenholz. Ab etwa 1700 wurden die Bögen zunehmend länger, um lang anhaltende Noten besser ausführen zu können. Zudem erforderten die größer werdenden Konzertsäle einen kräftigeren Ton, weswegen man dazu überging, die Bogenstangen mit einem größeren Durchmesser zu fertigen, was sie zwar schwerer und damit träger, aber vor allem stärker und belastbarer machte.
Um 1800 entwickelte der gelernte Uhrmacher François Tourte den Vorläufer des „modernen“ Bogens. Er fand, dass Pernambukholz (auch „Fernambukholz“) eine maximale Steifigkeit der Stange bei einem noch akzeptablen Gewicht erzielte. Mit diesem schweren Holz wurde der Bogen zunächst sehr kopflastig; durch starke Verjüngung zum Kopf hin sowie die Verwendung schwerer Metallteile an der Griffseite erzielte er jedoch wieder eine gute Balance. Mit der Konstruktion des Froschringes wurde es möglich, den Bezug als ein breites Band zu stabilisieren, was wiederum einen kräftigeren Ton ermöglicht. Die Stangen wurden ab dieser Zeit vornehmlich gebogen, um die Bruchgefahr zu reduzieren.
1962 erfanden und patentierten Leon und Ray Glasser in New York den Bogen aus glasfaserverstärktem Kunststoff. 1989 erhielt Claudio Righetti das erste Patent auf einen Bogen aus mit Kohlenstofffasern verstärktem Kunststoff. Bögen aus Verbundwerkstoffen (Glas-, Aramid- (Kevlar) oder Kohlenstofffaser u. a. in Epoxidharz oder Polyester) erreichen ein Niveau wie einfache Holzbögen. Verbreitung finden sie vor allem wegen ihrer meist niedrigeren Preise überwiegend in Musikschulen. Weltweit sind sie sowohl an den führenden Universitäten wie in Wien, New York oder Berlin, als auch bei professionellen Orchestern oder Solisten respektive Kammermusikern im Vergleich zu konventionellen Stangen eher selten in Gebrauch, da sie bisher weder die klangliche Vielfalt noch die spieltechnischen Finessen eines von Bogenmachermeistern traditionell hergestellten Holzbogens erreichen.

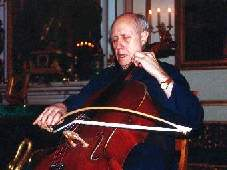
Mstislaw Rostropowitsch mit einem BACH.Bogen (1999)

Im 20. Jahrhundert haben Geiger und Cellisten einen sogenannten Rundbogen eingesetzt, um mehrstimmige Klänge an Streichinstrumenten zu ermöglichen. Namhafte Streichinstrumentalisten wie Emil Telmányi, Rudolf Gaehler, Tossi Spiwakowski, Lorin Maazel, Michael Bach, Gustav Rivinius, Janos Starker und Mstislaw Rostropowitsch, sowie Komponisten wie John Cage, Dieter Schnebel, Walter Zimmermann, Hans Zender und Michael Bach Bachtischa haben sich mit dieser Neuerung im Streichinstrumentenspiel auseinandergesetzt.

## Verwendung

### Tonerzeugung

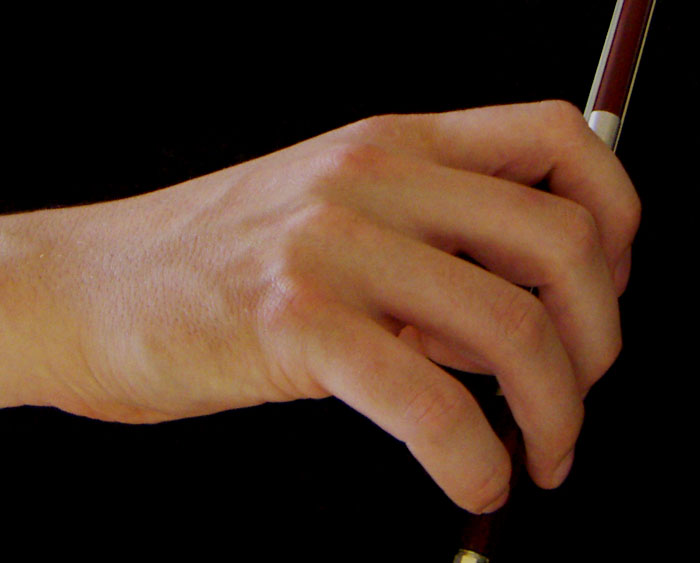
Bogenhaltung (Violine). Die Spitze des kleinen Fingers steht oben auf der Bogenstange.

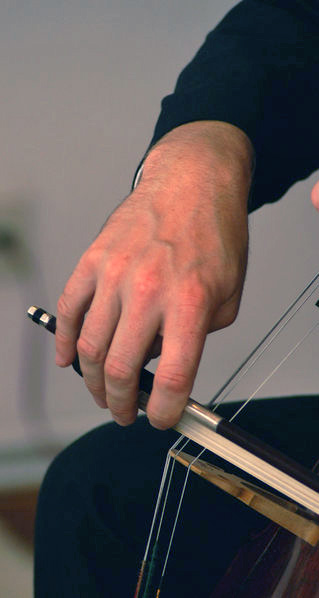
Bogenhaltung (Violoncello). Der kleine Finger ragt beim Cellobogen ein Stück über die Bogenstange hinaus.

Beim Hin- und Herstreichen der Rosshaare des Bogens auf den Saiten wird durch den Stick-Slip-Effekt eine Schwingung und damit der Ton erzeugt. Vor dem Spielen wird das Rosshaar mit Kolophonium eingerieben, um den Reibungswiderstand zwischen Saiten und Bogenbespannung zu erhöhen. Die Strichrichtung, bei der man den Bogen auf der Saite vom Frosch zur Spitze hin bewegt, bezeichnet man als Abstrich, die umgekehrte Richtung als Aufstrich.
Selten wird mit dem Holz der Bogenstange auf die Saiten geschlagen, um den Ton zu erzeugen. Diese Spielweise nennt sich col legno. Ansonsten kann ein Streichinstrument auch wie ein Zupfinstrument verwendet werden, indem die Saiten mit dem Finger gezupft werden (pizzicato). Der Bogen ist also nicht unbedingt nötig, um den Ton zu erzeugen.

### Bogenhaltung
Je nachdem, ob der Bogen mit der Hand von oben her oder von unten gehalten wird, spricht man von der Bogenhaltung im Ober- oder Untergriff.
Violin-, Bratschen- und Cellobögen werden im Obergriff gehalten. Das Gewicht des Bogens wird von drei Fingern getragen: Daumen, Mittelfinger und Ringfinger. Die Daumenspitze wird unten an die Bogenstange gesetzt, sie berührt dabei den Frosch und das Daumenleder. Mittel- und Ringfinger umgreifen die Bogenstange und halten mit den Fingerspitzen den Frosch auf der Außenseite: Der Mittelfinger berührt unten den metallenen Ring, daneben liegt der Ringfinger auf dem Holz des Froschs. Der Zeigefinger und der kleine Finger liegen auf der Bogenstange auf. Zusammen mit dem Daumen übernehmen sie die Aufgabe, den Bogen zu heben oder zu senken beziehungsweise auszubalancieren. Bei der Tonerzeugung regulieren sie den auf die Saite übertragenen Druck. Neben der Grundhaltung gibt es diverse Bogenhaltungen, die sich in Details unterscheiden. Bei der Suzuki-Methode wird oft eine spezielle Anfänger-Bogenhaltung gelehrt, bei der der Daumen nicht an der Bogenstange, sondern am Haaransatz aufsitzt.
Der Untergriff ist die Bogenhaltung bei der Viola da gamba (siehe dort die genauere Beschreibung mit Bild).
Beim Kontrabass gibt es verschiedene Bögen und davon abhängig zwei Arten des Bogengriffs und der Bogenhaltung:
- Der französische Bogen ist ähnlich wie ein Cellobogen geformt und wird wie dieser im Obergriff gehalten. Solche Bögen werden z. B. in Frankreich, Italien, England und teilweise den USA verwendet. Der Obergriff wird beim Kontrabass auch französische Bogenhaltung genannt.
- Im deutschsprachigen Raum wird dagegen fast ausschließlich der deutsche Bogen verwendet, der einen wesentlich höheren Frosch hat. Solche Bögen werden im Untergriff gehalten (beim Kontrabass auch deutsche Bogenhaltung genannt): Die Außenkante des hohen Frosches liegt in der Handfläche und der Daumen über der Bogenstange. Die Stange liegt auf dem Zeigefinger, der kleine Finger balanciert unten am Frosch aus.

Prinzipiell ermöglicht die deutsche Bogenhaltung eine höhere ausdauernde Kraftübertragung, während die französische Haltung eher agil ist.

## Bekannte Bogenbauer
Die Vorlagen zu den modernen Bögen lieferten der Engländer John Dodd (1752–1839), dem es als erstem gelang, das Holz so zu spalten, dass es nicht mehr brach, sowie der Deutsche Christian Wilhelm Knopf (1767–1837), der die Froschbahn aus Metall erfand, und der französische Bogenbauer François Tourte (1747–1835), der unter dem Einfluss der Geiger Viotti, Kreutzer und Paganini dem Bogen die heutige Form gab und als erster Fernambukholz verwendete. Der französische Geigenbauer Jean-Baptiste Vuillaume baute zwar selbst keine Bögen, erfand aber einige Innovationen wie die runde sogenannte „Vuillaumeschiene“ oder Bögen aus alternativem Material (Metall). Viele der bedeutenden französischen Bogenbauer des ausgehenden 19. Jahrhunderts wie Mitglieder der Familie Lamy, Dominique Peccatte, François-Nicolas Voirin, aber auch Hermann Richard Pfretzschner arbeiteten zumindest eine Zeitlang in seiner Werkstatt. Weitere Verbesserungen erreichte zu Beginn des 20. Jahrhunderts Eugène Sartory. International bekannte deutsche Bogenmacher sind u. a. die Dynastie der Nürnberger über vier Generationen in Markneukirchen, Hans-Karl Schmidt und Söhne in Dresden, die Döllings in Erlbach und die Brüder Grünke in Bubenreuth.

## Sonstiges
- Der namhafte Violinist Giovanni Battista Viotti prägte den Leitspruch «Le violon, c’est l’archet» („Die Geige, das ist der Bogen“), mit dem die herausragende Bedeutung des Bogens ausgedrückt wird.
- Der Rundbogen besitzt einen nach außen gebogenen (konvexen) Bogenstab.
- Mit einem haarlosen Bogen aus einem mit Harz eingeriebenen Forsythienholz wird die koreanische Wölbbrettzither Ajaeng gespielt.